# Південний Дебуб-Кей-Бахрі
Південний Дебуб-Кей-Бахрі (до 2006 року — Південна Денкаля) — район зоби (провінції) Дебуб-Кей-Бахрі, що в Еритреї. Столиця — місто Ассаб, яке існує як окрема адміністративна одиниця.